# ОДК — Газовые турбины

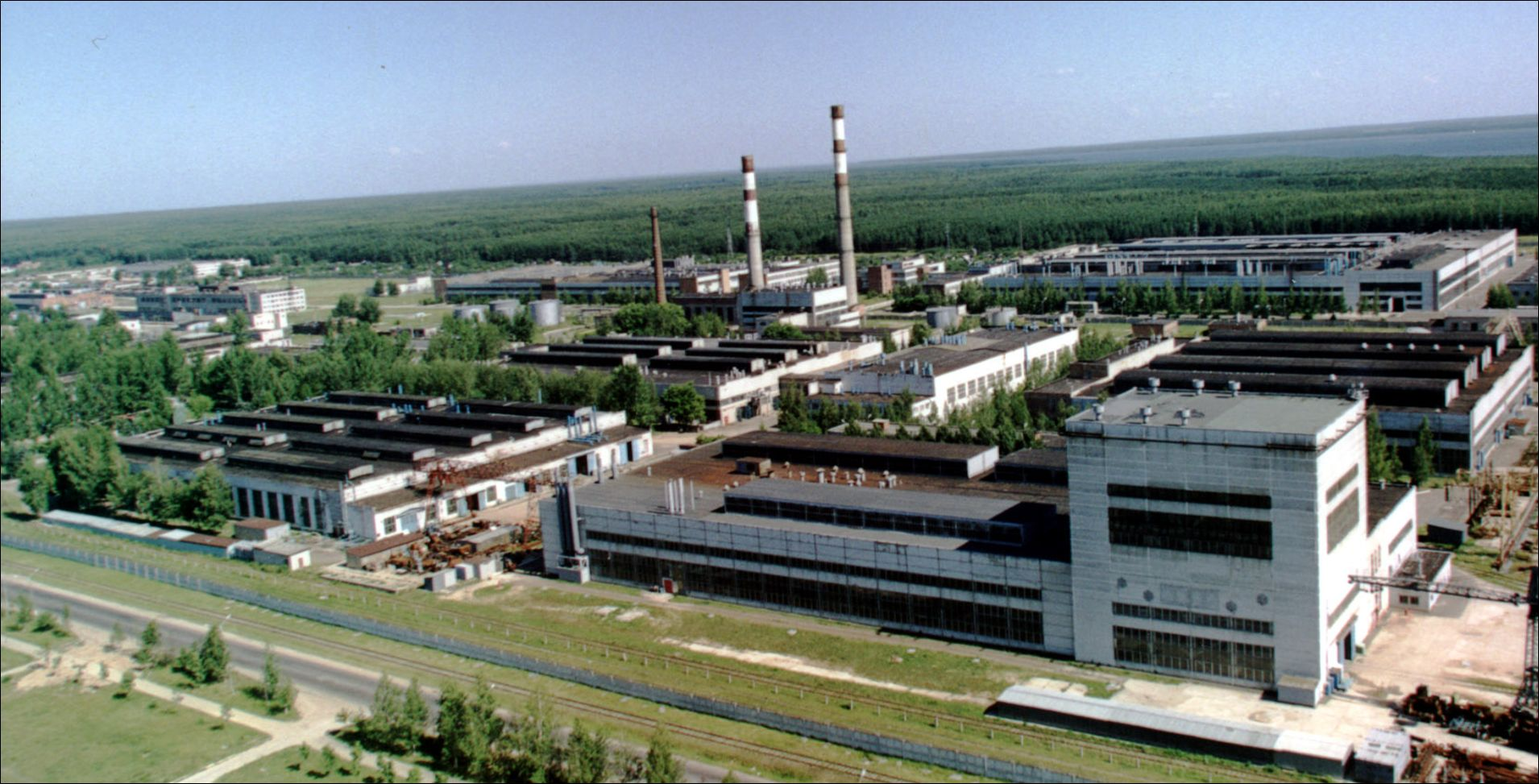
Вид на предприятие

ОДК-Газовые турбины — российская машиностроительная компания. Полное наименование — Акционерное общество «ОДК — Газовые турбины», сокращённое — АО «ОДК-ГТ». Головной офис компании расположен в городе Рыбинске.

## История
В 1936 году в Рыбинске был создан «Механический завод № 1» по выпуску и ремонту строительной техники первого каскада гидроэлектростанций на Волге. В 1966 году завод переименован в Волжский машиностроительный завод (ВМЗ).
В 1965 году Волжский машиностроительный завод вошёл в состав Министерства среднего машиностроения СССР (в последующем преобразованное в Министерство Российской Федерации по атомной энергии); после этого он специализировался на выпуске трубопроводной арматуры, нестандартного оборудования для предприятий и научных центров отрасли, а также для российских атомных электростанций («Концерн Росэнергоатом», Производственное объединение «Маяк», «Машиностроительный завод» города Электросталь, горно-химические комбинаты, Институт ядерных исследований РАН, Институт им. И. В. Курчатова и др.) — камерное оборудование, сорбционные колонны, теплообменники, ёмкости различного назначения, технологические линии для радиохимических производств, специальное грузоподъёмное оборудование. В 1974 году Волжский машиностроительный завод был награждён орденом «Знак Почёта».
В 1993 году ОАО «Рыбинские моторы» утверждено головным исполнителем основы ПГУ — газотурбинных двигателей. В 1992 году заключено межправительственное соглашение Российской Федерации и Украины о совместном производстве парогазовых установок для реконструкции ТЭС. В 1999 году на ОАО «Рыбинские моторы» создана дирекция по реализации наземных промышленных программ. ВМЗ вошёл в состав ОАО «Рыбинские моторы». В этом же году на территории предприятия введена в эксплуатацию первая газотурбинная теплоэлектростанция ГТЭС-2,5 электрической мощностью 2,5 МВт, тепловой мощностью 3,87 Гкал. В 2001 году в процессе слияния с АО «А. Люлька — Сатурн», ОАО «Рыбинские моторы» переименовано в ОАО «Научно-производственное объединение «Сатурн»».
Акционерное общество «ОДК — Газовые турбины» создано на основании решения единственного учредителя — ПАО «Научно-производственное объединение «Сатурн»» — от 23 июня 2006 года на базе Дирекции по наземным промышленным программам. 
В 2009 году ОАО «ОДК — Газовые турбины» определено генеральным подрядчиком Объединённой двигателестроительной корпорации (ОДК) по строительству объектов энергогенерации. В этом же году из состава ОАО «ОДК — Газовые турбины» выделено ЗАО «Энмаш», занимающееся изготовлением арматуры и резино-технических изделий. 
В 2010 году открыто ООО "Специальное конструкторское бюро газоперекачивающих агрегатов ОАО «ОДК — Газовые турбины» в городе Сумы на Украине. 
В 2011 году на территории «ОДК — Газовые турбины» открыт «Центр поддержки заказчика». В этом же году организованы инжиниринговые центры в Москве и Сургуте.
В декабре 2011 года ОАО «Научно-производственное объединение „Сатурн“» продало акции ОАО «ОДК — Газовые турбины» в объёме, составляющем 100 % от уставного капитала предприятия, АО «Объединённая двигателестроительная корпорация». 
Переименовано в ОАО «ОДК-Газовые турбины».

## Собственники
На конец 2011 года 100 % установленного капитала компании принадлежит АО «Объединённая двигателестроительная корпорация»", которое в свою очередь является дочерним предприятием ОПК «Оборонпром». 

## Руководство
Управляющий директор компании — Руснак Олег Викторович.
Первый заместитель управляющего директора — Егоров Игорь Николаевич.
Технический директор — Гузаев Евгений Валентинович.
Главный конструктор — Морозов Дмитрий Николаевич.

## Деятельность
АО «ОДК-ГТ» является головной компанией АО «Объединённая двигателестроительная корпорация» по производству газотурбинных энергетических агрегатов и газоперекачивающих комплексов. В основе деятельности — проектирование и производство энергетических установок и газоперекачивающих агрегатов, строительство газотурбинных теплоэлектростанций, обслуживание энергообъектов на протяжении всего жизненного цикла. Для предприятий атомной и химической промышленности предприятие производит значительный перечень наименований нестандартизированного оборудования. В 2009 году АО «ОДК-ГТ» определено Генеральным подрядчиком АО «ОДК» по строительству объектов энергогенерации. Также предприятие производит продукцию для атомных электростанций и нестандартное оборудование.

## Продукция
- Газотурбинные электростанции: ГТА-6РМ; ГТЭС-2,5; ГТА-8РМ; ГТЭС-12; ГТА-15; ГТА-16; ГТА-22; ГТА-25.
- Газоперекачивающие агрегаты: ГПА-4РМ; ГПА-6,3/8РМ; ГПА-10РМ; ГПА-15; ГПА-16 «Арлан»; ГПА-22; ГПА-25РМ.
- Оборудование для атомных станций: баки, трапы, проходки, смесители, радиохимические боксы и т. д.
- Нестандартное оборудование: электрические сирены, промышленные вентиляторы.
- Металлорежущий инструмент, штамповочное оборудование.
- Газопоршневые установки.